# Walter Jahn (SA-Mitglied)
Walter Jahn (* um 1893; † nach 1945) war ein deutscher SA-Führer. Jahn amtierte u. a. von 1928 bis 1929 als Führer der Sturmabteilung (SA) in Berlin sowie von 1929 bis 1931 als Adjutant des OSAF-Stellvertreters Ost, d. h. als zweithöchster Funktionär der SA in Berlin und den Gebieten östlich der Elbe.

## Leben und Tätigkeit
Jahn nahm am als Offizier der preußischen Armee am Ersten Weltkrieg teil. Nach dem Krieg führte er die Bezeichnung eines Oberleutnants a. D.
Spätestens seit 1928 lebte Jahn in Berlin, wo er in der Schönhauser Straße 5 wohnhaft war.

### Betätigung in der SA
Ebenfalls spätestens im Jahr 1928 trat Jahn in die SA ein und  übernahm dort sofort führende Funktionen. Jahn galt in der SA als Anhänger von Walther Stennes, den er wahrscheinlich aus seiner Militärzeit kannte. Stennes amtierte seit Ende 1926 als OSAF-Stellvertreter Ost, d. h. als Befehlshaber aller SA-Formationen in Berlin und Ostelbien bzw. als Befehlshaber der gesamten SA in diesen Gebieten. Stennes war nach dem Obersten SA-Führer Franz Pfeffer von Salomon und den vier anderen OSAF-Stellvertretern (Nord, Süd, Mitte und West, später zudem „Ruhr“) einer der sechs höchsten Funktionäre der Privatarmee der NSDAP Ende der 1920er/Anfang der 1930er Jahre. Der NSDAP muss er ebenfalls um 1927/1928 beigetreten sein.
Bei einer Schlägerei der SA mit dem Rotfrontkämpferbund am 13. August 1928 erlitt Jahn laut einem Tagebucheintrag von Joseph Goebbels schwere Verletzungen.
Dem OSAF-Ost Stennes unterstanden die sechs Gaustürme der SA in Berlin, Brandenburg, Grenzmark, Mecklenburg, Pommern und Schlesien. Kommandeur des Gausturms Berlin, also der SA im Gebiet der Reichshauptstadt war von Anfang 1926 bis Ende 1928 der Ingenieur Kurt Daluege.
Als Daluege Ende 1928 von seinem Posten zurücktrat, um die Führung der neuaufgestellten SS in Berlin zu übernehmen, wurde Jahn zu seinem Nachfolger als Führer des Gausturms Berlin der SA („Gausturmführer“) ernannt und als solcher der Öffentlichkeit bei einem Generalappell am 13. Dezember 1928 vorgestellt.
Goebbels notierte die von ihm und Stennes Anfang 1929 erörterte Bestätigung von Jahn als Kommandeur der Berliner SA in seinem Tagebuch in seinem Tagebuch in einer Weise, die zugleich Anerkennung seines fachlichen Könnens und persönliche Distanz erkennen lässt: „Ich bin dafür [für Jahn als Berliner SA-Führer], Jahn ist zwar nicht mein Freund, aber er kann sachlich arbeiten.“
In der Folgezeit schwankte Goebbels laut seinem Tagebuch in seiner Beurteilung Jahns: Mal schrieb er „Jahn ist nicht ganz kittelrein“ (S. 147). Anfang 1929 verwies er zudem auf eine Untersuchung gegen Jahn durch den Parteirichter Walter Buch, ohne Details zu verraten, aber mit der Anmerkung „Man lernt doch nie aus. Die meisten Menschen sind Schweine“ (S. 95). Später notierte er dann, dass Jahn bleibe, „weil er unschuldig“ sei, dass dieser sich „durch seinen Brief“ aber so „dumm angestellt“ habe, dass er als „Führer nicht mehr hervortreten“ dürfe (S. 138).
Jahn blieb nur etwa ein Dreivierteljahr auf dem Posten des Kommandeurs der SA in der Reichshauptstadt. Im August/September 1929 wurde Ernst Wetzel als neuer Führer der Berliner SA installiert. Jahn wechselte stattdessen in den Stab von Stennes als OSAF-Stellvertreter Ost. Er figurierte anschließend als Adjutant des OSAF-Stellvertreters Ost bzw. als Adjutant der Dienststelle OSAF Ost.
Als Adjutant von Stennes bzw. der Dienststelle OSAF-Ost in Berlin war Jahn von Herbst 1929 bis Frühjahr 1931 der zweite Mann der in den ostdeutschen Gebieten und maßgeblich an ihrer Organisierung und Führung beteiligt.
Daneben unterstützte Jahn seinen von ihm hochverehrten Vorgesetzten Stennes auch publizistisch. Zu diesem Zweck veröffentlichte er im Berliner Parteiorgan der NSDAP Der Angriff Anfang 1931 eine Serie von Artikeln mit dem Titel „Soldaten machen Politik“, in denen er Stennes als den idealen politischen Führer präsentierte, mit Erinnerungen an heroische Taten Stennes’ und kurzen soldatischen Analysen des Geschehens der vergangenen zehn Jahre.

### Die Rolle Jahns bei der Stennes-Revolte vom April 1931
Im Frühjahr 1931 war Jahn eine der treibenden Kräfte bei der Anzettelung der als Stennes-Revolte bekannt gewordenen Erhebung der SA in Berlin und einigen anderen Gebieten des OSAF-Stellvertreter-Bereiches Ost gegen die Parteiführung der NSDAP in München sowie gegen die lokalen Vertreter der Partei an den jeweiligen Standorten der aufbegehrenden SA-Formationen. Betroffen hiervon war zumal Berlin, wo die SA sich gegen die politische Führung der NSDAP in der Reichshauptstadt um den Berliner Gauleiter Goebbels erhob. Hintergrund der Revolte war die Unzufriedenheit der SA der Ostprovinzen mit dem Legalitätskurs der Parteileitung der NSDAP.
Mitte März 1931 wurden diese Meinungsdifferenzen kritisch, da eine in diesem Monat vom Reichspräsidenten erlassene Notverordnung gegen den politischen Terror im Land die Gefahr heraufbeschwor, dass illegale Aktionen der SA von der Regierung als Anlass oder Vorwand benutzt werden würden, um ein Verbot der NSDAP zu verhängen. Hitler und die Parteiführung der NSDAP verkündeten daher eine Aufforderung an alle Angehörigen der Partei und der SA, sich strikt legal zu verhalten, um die Legalität bzw. Erlaubtheit der NSDAP nicht zu gefährden.
Nachdem Stennes Hitlers Aufforderung an die SA, sich legal zu verhalten, als schlappschwänzig verhöhnt hatte, einigten Hitler und der seit Anfang 1931 als Stabschef der SA fungierende Ernst Röhm sich Ende März 1931, Stennes vom entscheidenden Posten des OSAF-Stellvertreters Ost abzusetzen und ihn stattdessen als Leiter der Planungsabteilung im Stab der Obersten SA-Führung nach München zu versetzen.
Jahn wurde am 31. März 1931, wahrscheinlich durch Angehörige der Politischen Polizei, die mit der Überwachung der NSDAP beauftragt waren, darüber informiert, dass Hitler am folgenden Tag, dem 1. April 1931, während einer Führertagung, die an diesem Tag in Weimar stattfinden würde, offiziell die Absetzung Stennes’ von seinem Posten als OSAF-Stellvertreter Ost in Berlin bekannt geben würde und dass Röhm den Absetzungs- und Versetzungsbefehl bereits am 31. März 1931 ausgefertigt und in die Post gegeben habe.
Aus diesem Grund informierte Jahn am Abend des 31. März 1931 die wichtigsten SA-Führer von Berlin (Stennes hielt sich an diesem Tag zu einer Inspektionsreise in Pommern auf) über die neu eingetretene Situation. Die Männer, die Stennes durchweg große Verehrung und persönliche Zuneigung entgegenbrachten, ihn mithin als ihr Idol ansahen, verständigten sich darauf, eine Absetzung von Stennes nicht zu akzeptieren.
Am 1. April 1931 wiesen Jahn und der Führer des Gausturms der SA in Berlin, Wetzel, als Reaktion auf das Vorgehen der Parteiführung der NSDAP gegen ihren Anführer Stennes daher eine Gruppe von SA-Männern an, das Berliner Hauptquartier der NSDAP, das sogenannte Gauhaus in der Hedemannstraße, zu besetzen. Dieses war der Sitz der „Gauleitung“ des NSDAP-Gaus Berlin.
Am Mittag des Tages besetzten einige Dutzend Berliner SA-Männer daraufhin das Gauhaus und verlangten von den dort anwesenden Parteifunktionären sowie von den Mitarbeitern der ebenfalls in dem Gebäude untergebrachten Redaktion der Berliner Parteizeitung der NSDAP, Der Angriff, sich entweder zu Stennes oder zur Münchener Parteiführung zu bekennen. Alle Funktionäre und Angriffs-Mitarbeiter, die zur Parteiführung hielten, wurden gewaltsam aus dem Gebäude geworfen. Sodann wurde Goebbels von der revoltierenden SA als Gauleiter von Berlin für abgesetzt erklärt und Wetzel zum neuen Gauleiter ausgerufen, während Jahn die Kontrolle über die Parteizeitung übernahm. Mit Hilfe einiger zu den Revoltierern übergelaufener Redakteure der Zeitung wurde diese ab der Ausgabe vom 2. April 1931 auf einen pro-Stennes-Kurs ausgerichtet und richtete in den folgenden zwei Tagen scharfe Angriffe gegen Hitler und die NSDAP-Führung. Stennes sah sich, als er am 1. April 1931 von einer Reise nach Berlin zurückkehrte, durch die Maßnahmen seiner Unterführer vor vollendete Tatsachen gestellt, mit der Folge, dass er keine andere Möglichkeit sah, als sich an die Spitze der von diesen angezettelten Revolte zu stellen.
Die Besetzung des Gauhauses führte zum äußeren Bruch zwischen Stennes und seinen Anhängern und der Parteiführung der NSDAP bzw. zum Ausbruch einer großen Revolte der SA in Berlin und anderen Gegenden gegen die Parteiführung, die allgemein als Stennes-Revolte (auch Stennes-Meuterei) bekannt geworden ist. Nach dem 1. April 1931 stand aus Sicht der NS-Führung etwa eine Woche lang die Gefahr einer großen Spaltung der nationalsozialistischen Bewegung und infolgedessen eines Herabsinkens der NSDAP in die politische Bedeutungslosigkeit im Raum.
Nachdem die revoltierenden SA-Männer das besetzte Berliner Gauhaus am Abend des 2. Juli 1931 geräumt hatten, konnte die NSDAP die Kontrolle über das Quartier der Berliner Gauleitung sowie über ihr Berliner Parteiblatt zurückerlangen. In den folgenden Tagen wurden Stennes und die wichtigsten Rädelsführer der Revolte aus der NSDAP und aus der SA ausgeschlossen. Nach Berlin entsandte Sonderbeauftragte versuchten möglichst viele Berliner SA-Leute, dazu zu bewegen, sich der Meuterei nicht anzuschließen oder, sofern sie dies bereits getan hatten, sich wieder von ihr abzuwenden und ins Hitler-Lager zurückzukehren. Ende April 1931 hatte die Münchener Führung die Kontrolle über die Berliner SA wieder weitgehend fest in der Hand. Etwa 1/3 der Berliner SA-Leute hatte die NSDAP allerdings mit Stennes verlassen.

### Jahns Rolle in der NSKD
Stennes sammelte die mit ihm aus der NSDAP und der SA ausgeschiedenen Anhänger seit Ende April 1931 in einer neuen von ihm aufgestellten Organisation, der er den Namen Nationalsozialistische Kampfbewegung Deutschlands (NSKD) gab.
In der ab Ende April 1931 erscheinenden Zeitung der Stennes-Organisation Arbeiter, Bauern, Soldaten (ABS) übernahm Jahn die Aufgabe des leitenden Redakteurs (Stennes fungierte als Herausgeber).
Etwa im Mai 1931 veröffentlichte Jahn außerdem eine hektographierte Broschüre mit dem Titel Wie es zur Stennes-Aktion kam, die die Sichtweise der Stennes-Anhänger auf die Gründe, die zu dem großen Konflikt vom April 1931 geführt hatten, darlegte.
Nach dem kurzzeitigen Zusammengehen der Stennes-Gruppe mit der Organisation von Otto Straßer verfasste Jahn Beiträge für Straßers Zeitung Deutsche Revolution.
Die Rheinisch-Westfälische Zeitung veröffentlichte im Oktober 1931 einen Artikel, dem zufolge Jahn die Kasse der Stennes-Organisation gestohlen und sich „unter Zurücklassung“ seiner Frau und seiner beiden Kinder nach Amerika abgesetzt habe. Als Folge hiervon sei die finanzielle Situation der Stennes-Organisation „unhaltbar“ geworden.
Über Jahns Leben nach 1933 ist nur wenig bekannt. Im Berliner Adressbuch ist er von 1934 bis 1943 mit Wohnsitz in der Eulerstraße 9a nachweisbar, mit wechselnden Berufs- bzw. Standesbezeichnungen: erst als Verwalter, dann (1935/1936) als Oberleutnant a. D., als Verlagsangestellter (1940) und dann als „Bürodirektor“ (1941, 1943).

## Schriften
- Wie es zur Stennes-Aktion kam. Eine sachliche Darstellung der Vorgänge, die zum Bruch zwischen Hauptmann Stennes und Adolf Hitler und zu dem heutigen Verhältnis der SA zu Dr. Straßer geführt haben, herausgegeben von Walther Stennes, s.l. [Berlin] 1931.